# USS Anzio (CG-68)
USS Anzio (CG-68) – amerykański krążownik rakietowy typu Ticonderoga. Dwudziesty drugi okręt tego typu który wszedł do służby w US Navy w 1992 roku. Okrętowi nadano imię dla upamiętnienia stoczonej w 1944 roku bitwy pod Anzio.

## Projekt i budowa
Zamówienie na budowę okrętu zostało złożone 16 kwietnia 1987 roku w stoczni Ingalls Shipbuilding znajdującej się w Pascagoula w stanie Missisipi. Rozpoczęcie budowy nastąpiło 21 sierpnia 1989 roku. Wodowanie okrętu miało miejsce 2 listopada 1990 roku, wejście do służby 2 maja 1992 roku .

## Służba

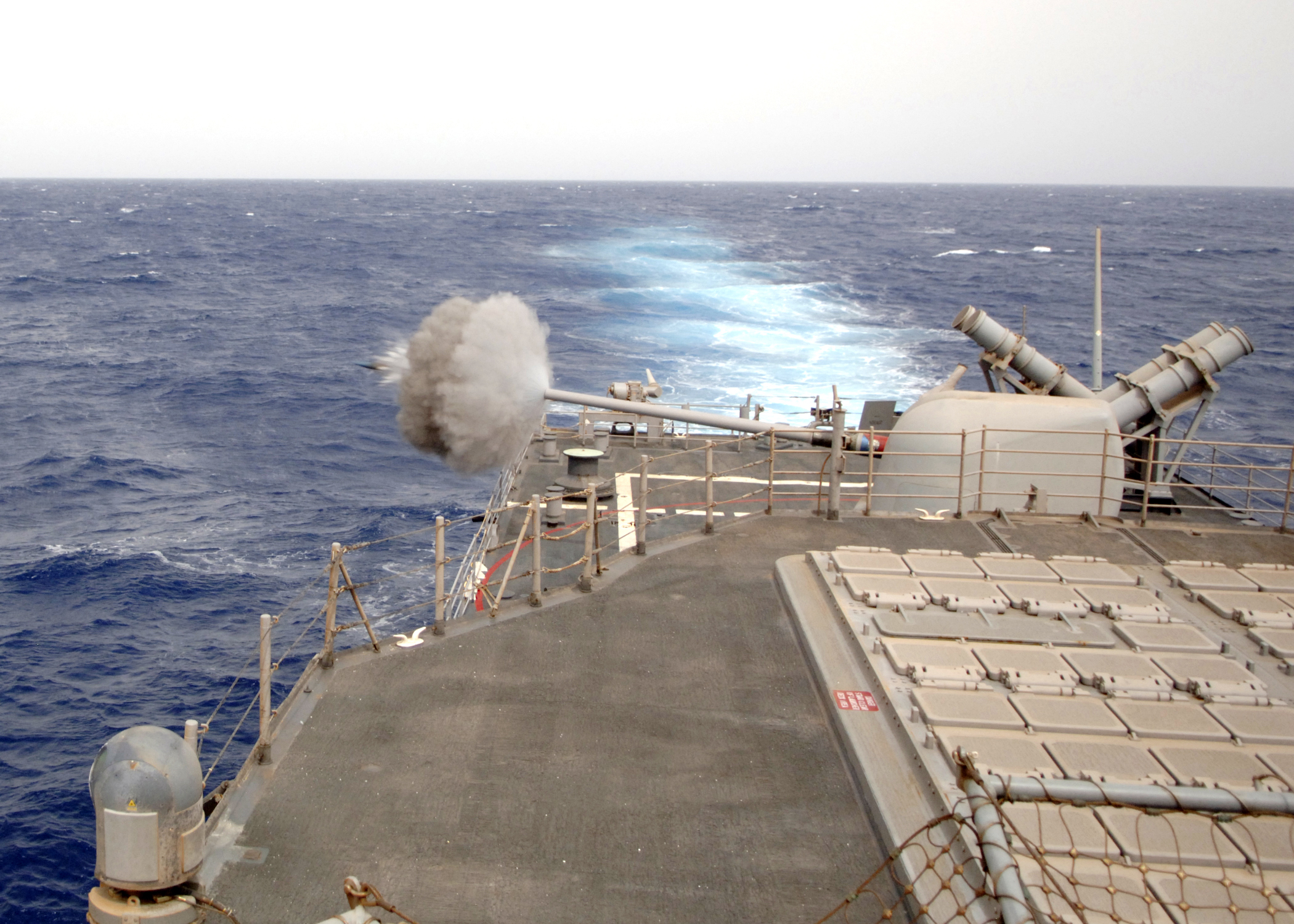
Moment wystrzału z działa 127 mm typu Mark 45 USS „Anzio”

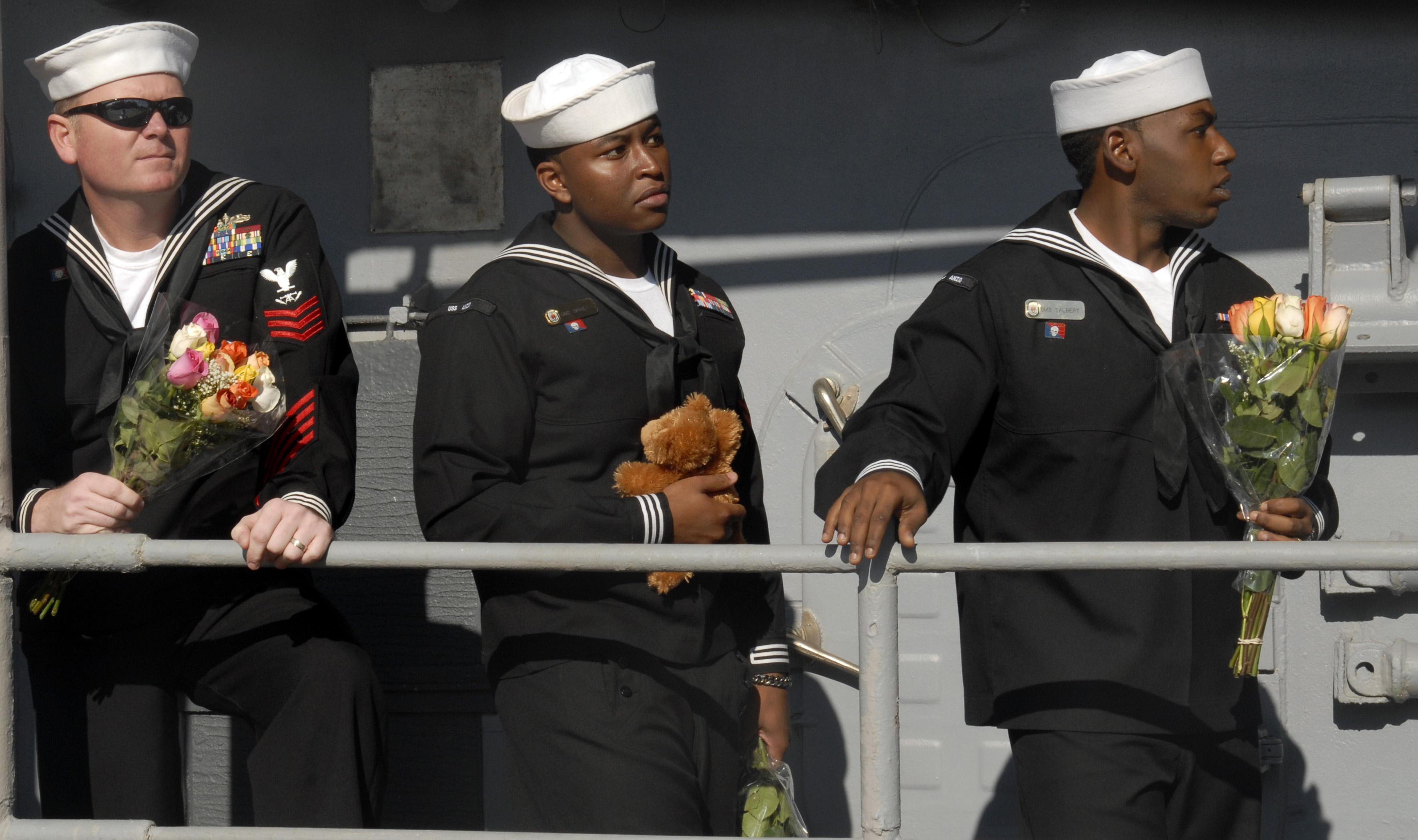
Marynarze USS „Anzio”

Po wejściu do służby pierwszą misją USS „Anzio” było wejście w skład lotniskowcowej grupy uderzeniowej tworzonej przez USS „Dwight D. Eisenhower”, 20 października 1994 roku. W ramach tej misji przez pół roku działał w rejonie Morza Śródziemnego, Zatoki Perskiej i Oceanu Indyjskiego. W tym czasie brał udział m.in. w operacjach Vigilant Warrior i Deny Flight .

### Baltops 1997
Kolejne coroczne ćwiczenia sił morskich NATO Baltops rozpoczęły się 13 czerwca 1997 roku w Gdyni. Poza tradycyjnymi uczestnikami ćwiczeń reprezentującymi państwa sojuszu, wzięły w nich udział państwa aspirujące do tego grona biorące udział w programie Partnerstwo dla Pokoju. Ćwiczenia miały miejsce na wodach pomiędzy Bornholmem a Zatoką Gdańską. Okręty doskonaliły współpracę w ramach przygotowań do działań przyszłych morskich sił pokojowych w tym m.in. egzekwowanie morskiego embarga. Siły amerykańskie reprezentowało pięć okrętów, z czego dwa to krążowniki rakietowe USS „Anzio” i USS „Cape St. George” .

### Baltops 2001
Kolejne 29. ćwiczenia morskie Baltops rozpoczęły się 1 czerwca 2001 roku, od części portowej która miała miejsce w Gdyni. Scenariusz ćwiczeń obejmował działania związane z dostarczaniem pomocy humanitarnej do fikcyjnego państwa wyspiarskiego „Islandia”, zagrożonego od północy przez „Nordlandie”. Zakres ćwiczeń obejmował odpieranie ataku z powietrza, ze strony okrętów podwodnych i nawodnych, a także prowadzenie blokady morskiej „Nordlandii”. US Navy reprezentowana była przez USS „Anzio” i USS „Cape St. George” .
W 2002 roku „Anzio” wziął udział w kolejnej edycji manewrów Baltops na Bałtyku.
W ramach operacji Iraqi Freedom 23 marca 2003 roku, przebywając we wschodniej części Morza Śródziemnego, okręt odpalił w stronę Irackich celów osiem pocisków manewrujących BGM-109 Tomahawk. Kolejne cztery pociski odpalił 27 marca. W 2005 roku okręt po raz kolejny wziął udział w manewrach Baltops .
Okręt planowano wycofać ze służby w 2013 roku z powodu cięć budżetowych, jednak ostatecznie nie doszło do realizacji tych planów z powodu przeznaczenia środków w budżecie obrony na roku 2013 na bieżącą eksploatację okrętu.
12 stycznia 2016 roku irańskie jednostki Korpusu Strażników Rewolucji Islamskiej zajęły dwa amerykańskie okręty patrolowe wraz z 10-osobową załogą, które wpłynęły na wody irańskie w pobliżu wyspy Farsi. W pobliżu miejsca zdarzenia przebywał USS „Anzio”, który monitorował sytuację i po 15 godzinach przyjął na pokład uwolnionych amerykańskich marynarzy .